# Abedal Maleque ibne Sale
Abedal Maleque ibne Sale ibne Ali (Abd al-Malik ibn Salih ibn Ali; 750–812), também conhecido como Abimeleque (em grego: Ἀβιμελέχ; romaniz.: Abimeléch), foi um membro da dinastia abássida que serviu como general e governador na Síria e Egito. Distinguiu-se em vários raides contra o Império Bizantino, mas sua grande influência e autoridade na Síria levou o califa Harune Arraxide a prendê-lo em 803. Libertado em 809, foi enviado em 812 pelo califa Alamim para reunir tropas contra seu irmão Almamune na guerra civil em curso entre os dois irmãos, mas morreu duma doença.

## Vida
A família de Abedal Maleque estava entre os clãs mais poderosos durante o começo da era abássida. Eles desempenharam um papel importante na derrubada final dos omíadas na Síria, que desde então tornou-se base particular do poder deles. Ele era o sobrinho de Abedalá ibne Ali, o primeiro governador abássida na Síria, e um filho de Sale ibne Ali, o primeiro governador abássida do Egito e sucessor de Abedalá na Síria após o último encabeçar uma revolta falha em 754. Os irmãos mais velhos de Abedal Maleque, Alfadle ibne Sale e Ibraim ibne Sale, também serviram como governadores na Síria e Egito. Do lado de seu pai, foi um primo dos califas Açafá (r. 750–754), e Ismail Almançor (r. 754–775). Sua mãe foi uma das concubinas do último califa omíada, Maruane II (r. 744–750). Após a morte de Maruane, ela foi comprada por Sale. Algumas fontes alegaram que ela já estava gráfica pelo período, o que significaria que Abedal Maleque era filho de Maruane II.
Sob Harune Arraxide (r. 786–809), Abedal Maleque manteve seus primeiros grandes comandos: de ca. 789 para 793 foi governador do estrategicamente critico Junde de Quinacerim e o recém criado Junde de Alauacim, que compreendia as zonas fronteiriças do califado com o Império Bizantino. Desta posição, liderou expedições na Ásia Menor bizantina em 790/791 e possivelmente também em 792/793, quando seu filho Abederramão capturou a fortaleza de Tébasa. Em 792, após a morte de Ibraim, Abedal Maleque tornou-se chefe de seu clã, e em 794 foi nomeado como governador da província de Damasco, com seu irmão Abedalá ibne Sale sucedendo-lhe na fronteira.
Durante os anos seguintes, também serviu brevemente como governador de Medina e Egito, mas logo retornou para a fronteira bizantina: no final de 797 invadiu a Capadócia e Galácia tão longe quanto Ancira, onde recebeu uma embaixada da imperatriz Irene de Atenas (r. 797–802) que solicitou um acordo de paz, mas foi repelida. Em 798, liderou outra campanha que alcançou e saqueou a grande base do exército bizantino e os estábulos imperiais e Malagina na Bitínia. Ele conseguiu muito butim, incluindo os cavalos de parada imperiais e o trem de bagagem. EM seu retornou, foi atacado pelas forças do Tema de Opsício e o Tema dos Optimates, mas derrotou-os. Ao mesmo tempo, seu filho atacou a cidade de Éfeso.
Em ca. 800, Abedal Maleque foi também colocado como tutor do filho de Harune, Alcacim. Sua proeminência e influência com o exército fez Harune desconfiar dele e então em 803 foi preso e jogado na prisão. A real razão permanece incerta, embora muitas fontes concordam que seu próprio filho, Abederramão, informou ao califa que ele estava alegadamente planejando derrubá-lo. Abedal Maleque permaneceu preso até a morte de Harune seis anos depois, quando o califa Alamim (r. 809–813) libertou-o. A sucessão de Alamim foi contestada por seu meio-irmão mais velho Almamune, e houve agitação na Síria. Abedal Maleque ainda mantinha considerável influência sobre as tropas fronteiriças, e portanto foi nomeado governador da Síria e Mesopotâmia Superior e foi incumbido com a missão de assegurar estas regiões para Alamim e reunir tropas para confrontar Almamune. Logo depois que alcançou sua sede em Raca, contudo, Abedal Maleque adoeceu e morreu. Seu túmulo foi demolido alguns anos depois pelo vitorioso Almamune, alegadamente porque Abedal Maleque havia jurado nunca aceitar o governo de Almamune.